# K's Choice
K's Choice is een Belgische rockband uit Antwerpen. De kern van de band wordt gevormd door Sam (zang, gitaar) en Gert Bettens (gitaar, keyboard en zang). Reinout Swinnen (toetsen) staat hen bij.

## Geschiedenis van de band

### Beginjaren
In het begin van de jaren 90 speelden Sarah Bettens (in 2019 verklaarde Bettens transgender te zijn en voortaan als man onder de naam Sam door het leven te gaan) en Gert in een amateurbandje, The Basement Plugs. Hierdoor werd Sam ontdekt, kreeg een kans bij een platenmaatschappij en verscheen onder een Engels klinkende naam, Sarah Beth, op een aantal filmsoundtracks met covers, waaronder I'm so lonesome I could cry (origineel door Hank Williams) voor de film Vrouwen willen trouwen en een duet met Frankie Miller Why don't you try me, (origineel door Maurice & Mac) voor de film Ad fundum. Bettens kreeg een contract aangeboden en vormde een band met broer Gert. Onder de naam The Choice namen ze in 1993 hun debuutalbum The great subconscious club op.
In 1994 had de band vijf min of meer permanente leden: Sam (toen nog Sarah) en Gert, Jan van Sichem Jr. (gitaar), Koen Lieckens (drums) en Erik Verheyden (basgitaar), die er vanaf 1991 reeds bij was. Met z'n vijven toerden ze door Duitsland en de Verenigde Staten, in het voorprogramma van de Indigo Girls, een Amerikaanse band. Toen ze in de VS aankwamen werden ze door een andere groep, die ook The Choice heette, gedwongen hun naam te veranderen; ze besloten dat K's Choice de geest van de band goed weergaf. K is afkomstig van Jozef K. uit Kafka's boek Het proces. Jozef K. heeft geen keuzes, de naam is dus ironisch bedoeld, als een rare, onbegrijpelijke onmogelijkheid, wat terugkomt in een aantal van hun nummers.

### Doorbraak
In 1995 nam K's Choice het album Paradise in me op. De hiervan afkomstige single Not an addict was erg succesvol en bracht internationale bekendheid. Op dat moment nam Bart van der Zeeuw de drums over van Koen Lieckens en was er ook geen vaste bassist meer. Het volgende jaar (1996-1997) waren ze onderdeel van het voorprogramma van Alanis Morissette, die K's Choice had gezien op een van de vele Europese festivals. In 1998 was Cocoon crash, hun derde album, af. Ondertussen was de Amerikaan Eric Grossman de permanente bassist geworden. In 1999 brachten ze het 'extra' album Extra cocoon: all access uit. In 2000 voltooiden ze hun vierde studio-album Almost happy. Koen Lieckens was toen teruggekeerd als drummer. In 2001 verscheen Live (een 2-cd collectie met live-opnames) en in 2003 brachten ze 10 - 1993/2003, Ten years of uit (een verzameling van tien jaar singles en een aantal liedjes dat niet op een van de albums is verschenen). Ze brachten ook een dvd uit met dezelfde naam.
De band bracht ook drie fanclub-cd's uit: 2000 seconds live, Home en Running backwards. Voor de fans is in beperkte oplage ook een dubbel-vinyl (lp) uitgebracht van Almost happy.

### Soloprojecten en comeback
In oktober 2002 besloot de band een pauze in te lassen. Gert en Sam wilden allebei solowerk gaan doen. Sam zong voor verschillende films soundtracks in: All of this past voor Underworld en Someone to say hi to voor Zus & zo., en bracht in Go uit, een ep met vijf nummers (Go, Fine, Grey, Follow me en Don't stop). In maart 2005 verscheen het eerste soloalbum van Sam Bettens, getiteld Scream.
Gert was producer van een album (voor Venus In Flames) en speelde ook een tijdje gitaar in deze band. Hij begon in 2005 met zijn solocarrière in de band Woodface en op 25 augustus 2005 kwam de eerste single Something to break uit. Het debuutalbum van Woodface, Good morning hope, kwam uit op 19 september 2005.
Begin november 2007 zei Gert Bettens in een interview dat K's Choice materiaal opnam voor een nieuw album. Op 12 januari 2008 was de band voor het eerst sinds vier jaar weer te zien in Nederland. Als toegift bij het optreden van Sam Bettens in het Parkstad Limburg Theater speelde K's Choice de nummers Not an addict en Everything for free. Op 8 juni 2009 kondigde de band op zijn website aan te zullen spelen op de 35ste editie van Folk Dranouter. Daarnaast werd aangegeven dat het nieuwe album waarschijnlijk eind maart 2010 uit zou komen. In december 2009 verscheen de single When I lay beside you, dat het themalied werd voor de inzamelactie Music For Life.
Om de terugkeer van K's Choice op het internationale toneel te vieren, bracht Sony Music in 2009 het compilatiealbum The Essential K's Choice uit. Op 26 maart 2010 kwam in de Benelux het nieuwe studioalbum Echo mountain uit. Op 29 maart 2010 volgde de rest van de wereld.

### Recente jaren
In 2013 werd door Sam en Gert Bettens onder de naam Bettens het album Waving at the sun uitgebracht, een deels instrumentale soundtrack behorende bij de filmdocumentaire Beyond The Challenge van Dixie Dansecoer over Antarctica.
In 2015 keerden beiden terug met een nieuw K's Choice-album: The phantom cowboy. Hierop klinkt de band steviger dan ooit. Het album werd zowel door pers als publiek zeer goed ontvangen en bereikte de derde plaats in de Vlaamse albumcharts. De eerste single Private revolution bereikte de nummer 1-positie in de hitlijst van Studio Brussel. Ze werd gevolgd door de singles Bag full of concrete en Woman.
In november 2016 verscheen een nieuw studioalbum: The backpack sessions. Deze cd bevat akoestische bewerkingen van oud werk en covers, zoals A natural woman van Aretha Franklin.
In 2017 vierden de bandleden van K's Choice hun 25-jarige carrière met het verzamelalbum 25. In 2018 namen Sam en Gert Bettens deel aan het televisieprogramma Liefde voor muziek.
In december 2022 kondigde de band de 30th Anniversary Tour voor mei 2023. Voor het eerst in vier jaar kwam ook een nieuwe single uit: Time Is A Parasite.

## Bandleden
Tijdlijn

## Discografie

### Albums
| Album met eventuele hitnotering(en) in de Nederlandse Album Top 100 | Datum van verschijnen | Datum van binnenkomst | Hoogste positie | Aantal weken | Opmerkingen             |
| ------------------------------------------------------------------- | --------------------- | --------------------- | --------------- | ------------ | ----------------------- |
| The great subconscious club                                         | 1993                  | -                     |                 |              |                         |
| Paradise in me                                                      | 29-09-1995            | 13-01-1996            | 10              | 89           |                         |
| Cocoon crash                                                        | 03-04-1998            | 18-04-1998            | 5               | 52           |                         |
| Extra cocoon - All access                                           | 1999                  | 06-02-1999            | 30              | 8            |                         |
| Almost happy                                                        | 2000                  | 30-09-2000            | 7               | 21           |                         |
| Live                                                                | 12-10-2001            | 06-10-2001            | 16              | 7            | Livealbum               |
| 10 - 1993>2003 - Ten years of                                       | 29-09-2003            | 11-10-2003            | 73              | 4            | Verzamelalbum           |
| The essential                                                       | 23-11-2009            | -                     |                 |              | Verzamelalbum           |
| Echo mountain                                                       | 29-03-2010            | 03-04-2010            | 5               | 13           |                         |
| Little echoes                                                       | 04-11-2011            | 04-02-2012            | 87              | 1            |                         |
| Waving at the sun                                                   | 21-09-2013            | 28-09-2013            | 34              | 3            | als Bettens, soundtrack |
| The phantom cowboy                                                  | 27-04-2015            | 02-05-2015            | 12              | 4            |                         |
| The backpack sessions                                               | 05-11-2016            | -                     |                 |              |                         |
| 25                                                                  | 24-03-2017            | 01-04-2017            | 44              | 1            | Verzamelalbum           |
| Live at the Ancienne Belgique                                       | 16-03-2018            | -                     |                 |              | Livealbum               |
| Love = music                                                        | 01-06-2018            | -                     |                 |              |                         |

| Album met hitnotering(en) in de Vlaamse Ultratop 200 albums | Datum van verschijnen | Datum van binnenkomst | Hoogste positie | Aantal weken | Opmerkingen             |
| ----------------------------------------------------------- | --------------------- | --------------------- | --------------- | ------------ | ----------------------- |
| Paradise in me                                              | 1995                  | 07-10-1995            | 1(2wk)          | 42           |                         |
| Cocoon crash                                                | 1998                  | 11-04-1998            | 1(1wk)          | 39           |                         |
| The great subconscious club                                 | 1993                  | 18-07-1993            | 36              | 7            |                         |
| Extra cocoon - All access                                   | 1999                  | 06-02-1999            | 20              | 8            |                         |
| Almost happy                                                | 2000                  | 30-09-2000            | 3               | 14           |                         |
| Live                                                        | 2001                  | 06-10-2001            | 8               | 9            | Livealbum               |
| 10 - 1993>2003 - Ten years of                               | 2003                  | 11-10-2003            | 9               | 17           | Verzamelalbum           |
| Echo mountain                                               | 29-03-2010            | 03-04-2010            | 1(2wk)          | 22           |                         |
| Little echoes                                               | 04-11-2011            | 19-11-2011            | 78              | 2            |                         |
| Waving at the sun                                           | 20-09-2013            | 28-09-2013            | 28              | 17           | als Bettens, soundtrack |
| The phantom cowboy                                          | 27-04-2015            | 02-05-2015            | 3               | 28           |                         |
| The backpack sessions                                       | 05-11-2016            | 19-11-2016            | 110             | 2            |                         |
| 25                                                          | 24-03-2017            | 01-04-2017            | 4               | 20           | Verzamelalbum           |
| Live at the Ancienne Belgique                               | 16-03-2018            | 24-03-2018            | 12              | 16           | Livealbum               |
| Love = music                                                | 01-06-2018            | 09-06-2018            | 10              | 16           |                         |

### Singles
| Single met eventuele hitnotering(en) in de Nederlandse Top 40 | Datum van verschijnen | Datum van binnenkomst | Hoogste positie | Aantal weken | Opmerkingen                 |
| ------------------------------------------------------------- | --------------------- | --------------------- | --------------- | ------------ | --------------------------- |
| Not an Addict                                                 | 1995                  | 20-01-1996            | 19              | 8            | Nr. 15 in de Single Top 100 |
| Dad                                                           | 1997                  | 01-02-1997            | tip16           | -            | Nr. 75 in de Single Top 100 |
| Believe                                                       | 1998                  | 14-03-1998            | tip9            | -            | Nr. 64 in de Single Top 100 |
| Everything for Free                                           | 1998                  | 13-06-1998            | tip2            | -            | Nr. 52 in de Single Top 100 |
| Almost happy                                                  | 2000                  | 09-09-2000            | 39              | 2            | Nr. 41 in de Single Top 100 |
| Busy                                                          | 2000                  | 16-12-2000            | 36              | 2            | Nr. 83 in de Single Top 100 |
| Come live the life                                            | 2010                  | -                     | -               | -            | Nr. 86 in de Single Top 100 |

| Single met hitnotering(en) in de Vlaamse Ultratop 50 | Datum van verschijnen | Datum van binnenkomst | Hoogste positie | Aantal weken | Opmerkingen                                        |
| ---------------------------------------------------- | --------------------- | --------------------- | --------------- | ------------ | -------------------------------------------------- |
| Not an addict                                        | 1995                  | 26-08-1995            | 8               | 23           | Nr. 8 in de Radio 2 Top 30                         |
| Believe                                              | 1998                  | 07-03-1998            | tip8            | -            |                                                    |
| Almost happy                                         | 2000                  | 09-09-2000            | 46              | 3            |                                                    |
| Losing you                                           | 2003                  | 06-09-2003            | tip5            | -            |                                                    |
| When I lay beside you                                | 04-12-2009            | 19-12-2009            | 3               | 4            | Nr. 19 in de Radio 2 Top 30                        |
| Come live the life                                   | 15-02-2010            | 03-04-2010            | 11              | 8            |                                                    |
| Echo mountain                                        | 31-05-2010            | 26-06-2010            | tip22           | -            |                                                    |
| These are the thoughts                               | 2010                  | -                     | -               | -            | Nr. 5 in de Radio 2 Top 30                         |
| Message to my girl                                   | 07-11-2011            | 03-12-2011            | tip42           | -            |                                                    |
| Surrender                                            | 27-05-2013            | 29-06-2013            | tip85           | -            | als Bettens                                        |
| Hell like heaven                                     | 11-10-2013            | 02-11-2013            | tip31           | -            | als Bettens                                        |
| Private revolution                                   | 06-02-2015            | 14-02-2015            | tip22           | -            |                                                    |
| I was wrong about everything                         | 01-06-2015            | 20-06-2015            | tip62           | -            |                                                    |
| Bag full of concrete                                 | 12-06-2015            | 27-06-2015            | tip16           | -            |                                                    |
| Perfect scar                                         | 11-09-2015            | 19-09-2015            | tip81           | -            |                                                    |
| Down                                                 | 02-10-2015            | 17-10-2015            | tip80           | -            |                                                    |
| Evelyn                                               | 04-11-2016            | 03-12-2016            | tip             | -            |                                                    |
| Not an addict 2017                                   | 13-01-2017            | 21-01-2017            | tip12           | -            | met Skin                                           |
| Resonate                                             | 10-03-2017            | 25-03-2017            | tip17           | -            |                                                    |
| Test of time (Live)                                  | 30-03-2018            | 07-04-2018            | tip17           | -            | Uit Liefde voor muziek                             |
| Catch me when I fall (Live)                          | 23-04-2018            | 28-04-2018            | tip             | -            | Uit Liefde voor muziek                             |
| Stand my ground (Live)                               | 30-04-2018            | 05-05-2018            | tip             | -            | Uit Liefde voor muziek                             |
| No one knows (Live)                                  | 14-05-2018            | 19-05-2018            | tip             | -            | Uit Liefde voor muziek                             |
| Je ne rêve plus de toi (Live)                        | 21-05-2019            | 26-05-2018            | tip26           | -            | Uit Liefde voor muziek                             |
| Waarom ik (Live)                                     | 28-05-2018            | 02-06-2018            | tip30           | -            | Uit Liefde voor muziek Nr. 15 in de Vlaamse Top 50 |

### Dvd's
| Dvd's met hitnoteringen in de Nederlandse Music Top 30 | Datum van verschijnen | Datum van binnenkomst | Hoogste positie | Aantal weken | Opmerkingen |
| ------------------------------------------------------ | --------------------- | --------------------- | --------------- | ------------ | ----------- |
| 10 - 1993>2003 - Ten years of                          | 2003                  | 11-10-2003            | 23              | 2            |             |

### Fanclub cd's
- 2000 Seconds Live (1998)
- Home (2001)
- Running backwards (2003)

### NPO Radio 2 Top 2000
| Nummers met noteringen in de NPO Radio 2 Top 2000 | '12  | '13 | '14 | '15 | '16  | '17  | '18 | '19 | '20 | '21 | '22 | '23 | '24 |
| ------------------------------------------------- | ---- | --- | --- | --- | ---- | ---- | --- | --- | --- | --- | --- | --- | --- |
| Everything for Free                               | -    | -   | -   | -   | 1808 | 1821 | -   | -   | -   | -   | -   | -   | -   |
| Not an Addict                                     | 1972 | 885 | 637 | 536 | 431  | 464  | 751 | 719 | 668 | 707 | 798 | 804 | 923 |

1. ↑  Een '-' betekent dat het nummer niet was genoteerd en een vetgedrukt getal geeft de hoogste notering van een nummer aan.
2. ↑  2012 was het eerste jaar met een notering voor K's Choice.